# Kommission der Kirchen für Migranten in Europa
Die Kommission der Kirchen für Migranten in Europa (CCME) (engl.: Commission of the Churches for Migrants in Europe) ist die ökumenische Organisation anglikanischer, orthodoxer und protestantischer Kirchen, Kirchenräte und kirchlicher Dienste und Werke Europas. Sie nimmt Stellung zu Migration und Integration, Flucht und Asyl, sowie gegen Rassismus und Diskriminierung in Europa.

## Organisation
Zu den Mitgliedern der CCME zählen anglikanische, orthodoxe und protestantische Kirchen europäischer Staaten sowie Kirchenräte und kirchliche Dienste und Werke. Diese Staaten waren im April 2005: Belgien, Deutschland, Finnland, Frankreich, Griechenland, Großbritannien, Irland, Italien, die Niederlande, Norwegen, Österreich, Rumänien, die Schweiz, Schweden, Spanien und die Tschechische Republik. Im September 2016 waren es 18 Staaten.
In Deutschland gehören die Evangelische Kirche in Deutschland (EKD) und ihr Diakonisches Werk der CCME an.
Weitere Kontakte bestehen zu kirchlichen Partnern in Dänemark und Russland, zu weiteren ökumenischen und kirchlichen Einrichtungen sowie staatliche Einrichtungen, internationale Organisationen, Gewerkschaften, Arbeitgeberverbände sowie Zusammenschlüsse von Migranten, Flüchtlingen und ethnischen Minderheiten.
Die CCME ist Teil eines Netzwerks, in dem auch die Konferenz Europäischer Kirchen (KEK) und der Ökumenische Rat der Kirchen (ÖRK) vertreten sind. Die CCME steht in Kontakt mit der Europäischen Kommission und dem Europäischen Parlament, um die Perspektive der Kirchen zu diesem Bereich einzubringen.

## Geschichte
Die CCME wurde 1964 vom Ökumenischen Rat der Kirchen (ÖRK) gegründet, um Kirchen im Umgang mit Gastarbeitern und in der Beratung von Gastarbeitern zu beraten.
In einer Generalversammlung, die 1999 in Finnland stattfand, entschied die CCME, ihren Wirkungsbereich, der zuvor auf Migranten beschränkt war, auf den gesamten Bereich Migration, Integration, Flucht, Asyl, Rassismus und Fremdenfeindlichkeit auszudehnen.
Bereits in der ersten Hälfte des Jahres 2015 arbeitete die CCME an einem Projekt „SafePassage – Sichere Wege“, um „auf die anhaltende Migrations- und Flüchtlingskrise im Mittelmeer zu antworten“, u. a. mit einem Grenzmonitoring vor Ort und mit politischer Lobbyarbeit „für eine humane europäische Asyl- und Migrationspolitik“.
Die 20. Generalversammlung der CCME wurde im Juni 2017 in Prag abgehalten.